# Heltai Andor
Heltai Andor, Heltai András Andor, 1902-ig Heller (Szamosújvár, 1892. május 13. – Budapest, XII. kerület, 1973. november 26.) magyar színész.

## Életútja
Atyja Heltai Nándor színész, az Országos Színészegyesület Irodalmi Ügynökségének igazgatója, anyja Várady Rózsa színésznő volt. Már kisgyermekkorában megmutatkozott benne színészi tehetsége. Sok gyermekszerepet eljátszott, mint a Rip van Winklében a kis Alicet és később Adrient, a Katona történetében a kis leányt, a Lowoodi árvában szintén a kis leányt, a Sasokban a kis inasgyereket, a Vigécekben a suszterinast, A cigánybáróban pedig az a kis cigánygyerek volt, aki a Zsupántól ellopja a pénzes zacskókat.
Tanulmányait a székelyudvarhelyi gimnáziumban kezdte, később Budapesten érettségizett. Egy évig jogászkodott, azután beiratkozott az Országos Színészegyesület színiiskolájába. Itt csak egy évet töltött és elszerződött Mezei Kálmán társulatához (Sátoraljaújhely, Eperjes, stb.). Egy évi működése után kitört az első világháború és bevonult katonának. A zuravno-molodincei ütközetben orosz hadifogságba esett. Három és fél évet sínylődött hadifogságban, mígnem 1918 augusztusában sikerült végre hazaszöknie.
Színészi működését Budapesten folytatta a Várszínházban, Komjáthy János igazgatása alatt, onnan Debrecenbe szerződött Kardoss Géza igazgatóhoz. Azután ismét Budapesten a Művész Színpadnak, a Blaha Lujza Színháznak és az Andrássy úti Színháznak volt tagja. 1928-ban a berlini UFA filmgyár Magyar Rapszódia című filmjében szerepelt. 1930-ban a Bethlen téri Színpad, 1932-ben a Révay utcai Pesti Színház, 1945 után a Fővárosi Operettszínház tagja volt.

### Magánélete
1934. július 7-én Budapesten, a Józsefvárosban feleségül vette a nála 15 évvel fiatalabb Stephány Erzsébet Xavér Rózsát, akitől 1938-ban elvált. 1943-ban Kubicsek Etelkával kötött házasságot Budapesten, a Terézvárosban.

## Főbb színházi szerepei
- Mérő (Kálmán Imre: A csárdáskirálynő)
- Főpincér (Kemény Egon: Valahol Délen)
- Phylocomus (Jacques Offenbach: Szép Heléna)
- Öreg vadász (Miljutyin: Nyugtalan boldogság)
- Fogadós (Kerekes János: Kard és szerelem)

## Filmszerepei
- Csókolj meg, édes! - Hány óra Zsuzsi? című epizód (1932) - cigányprímás
- A sárga csikó (1936) - cigányprímás
- Mária nővér (1936) - cigányprímás
- Torockói menyasszony (1937) - klarinétos cigányzenész
- A férfi mind őrült (1937) - cigányzenekar tagja
- Viki (1937) - Marci, prímás
- Hotel Kikelet (1937) - cigányzenész
- Mámi (1937) - cigányzenész
- A Noszty fiú esete Tóth Marival (1937, magyar-német-osztrák) - cigányprímás
- Fehérvári huszárok (1938) - cigányzenész
- Magyar feltámadás (1938-39)
- Dankó Pista (1940) - kocsmai cigányzenész
- Rózsafabot (1940)